# Mohélibrilvogel
De mohélibrilvogel (Zosterops comorensis) is een zangvogel. De vogel werd in 1900 door  George Ernest Shelley beschreven. Daarna werd de vogel beschouwd als ondersoort van de madagaskarbrilvogel (Z. maderaspatanus), maar op grond van in 2014 gepubliceerd onderzoek is de soortstatus toch verdedigbaar.

## Verspreiding en leefgebied
De vogel komt alleen voor op het eiland Mohéli (Comoren).